# Épiais-lès-Louvres
Épiais-lès-Louvres is een gemeente in Frankrijk. Een deel van vliegveld Paris-Charles de Gaulle ligt op het grondgebied van Épiais-lès-Louvres.

## Kaart
De onderstaande kaart toont de ligging van Épiais-lès-Louvres met de belangrijkste infrastructuur en aangrenzende gemeenten.

## Demografie
Onderstaande figuur toont het verloop van het inwonertal, bron: INSEE-tellingen. 

## Websites
- (fr)  Statistische informatie op de website van INSEE

1. ↑  Populations de référence 2022.